# 弗朗西斯維爾 (喬治亞州)
弗朗西斯維爾（英語：Francisville）是位於美國喬治亞州克勞福德縣的一個非建制地區。該地的面積和人口皆未知。

## 地理
弗朗西斯維爾的座標為32°40′28″N 84°05′28″W / 32.67444°N 84.09111°W，而該地的平均海拔高度為138米（即453英尺）。